# ランドメーカー
「ランドメーカー」（LAND MAKER）は1998年にタイトーより発売のアーケードゲーム。ジャンルはパズルゲーム。プレイステーション用のソフトも1999年に発売され、2008年にはゲームアーカイブスとして配信された。

## 概要
操作方法はレバーとボタンで行い、ダイヤ状（◇）に配置されたマスにそって、画面下から色のついたピースを射出。同じ色のピースを上下の頂点同士で縦にぶつけることで消去。
射出先が斜面の場合は、射出されたピースの移動先が斜面とは反対の斜め上方向になり、フィールドに設置されているピースと面同士がぶつかることでくっつき、移動停止する（斜面による移動先がフィールド端の場合は再度反転する）。くっついた際、周囲の1マス先のピースを、射出したピースと同じ色に塗り替える。後述の建物連結を行う場合はこの周囲の色変化を考える必要がある。
くっついている同色のピースは「建物」という形で連結するようになっており、ピースを消去した際は連結した建物同士でまとめて消去する。建物の建設範囲が広いほどで消すと高得点を得られる。なお、2ｘ2マス、3ｘ3マス、4ｘ4マスといった大きなダイヤ状に連結することで「大きな建物」に変化し、成立した時点で得点を得られる。大きな建物は消去の際、その中心にアイテムを残し、そのアイテムを消去するとフィールドのピースと建物をまとめて消したり、色を変化させることができる。
対戦モードでは、消した建設は相手のブロックに送りこまれ、建物の消去範囲に応じて画面上から無色のピースが迫るようになっている。これは自分側で連結消去など行うことで押し返すことができる。ピースが置けない状態でデッドラインを超えるとその時点でゲームオーバー。1人プレイのCPU戦は試合は1回で、全10面構成。対戦プレイでは規定本数を先取した方の勝利。また、ゲーム開始時にプレイヤーが使用するキャラクターは8名から選択でき、キャラクターの使用で設計するピースが異なる。